# 都民ダイヤル
都民ダイヤル（とみんダイヤル）は、ニッポン放送で放送されていた東京都提供の情報番組（広報番組）である。

## 概要
東京都の広報番組で1969年4月に放送を開始した。12時台のワイド番組に内包されていた。
背景に流れていたテーマ曲は Lawrence Welk & His Champagne Music の A Little Bit Independent 。
ニッポン放送における東京都の広報番組は、1954年8月の開局と同時に「婦人の手帳」という15分の録音番組が1969年3月まで放送された。なお、この番組は曜日別に内容が異なる婦人向けの情報番組であった。

1969年4月からは他局と同様に都からのお知らせをアナウンサーが読み上げる番組に変更された。
また、ニッポン放送は「都民ダイヤル」のほかに地域情報番組として「ハロー千葉」・「ハロー神奈川」・「ハロー埼玉」を放送していたが、これらは自治体の広報番組ではなくニッポン放送の各支局が独自に取材した情報番組である。2024年現在は「ハロー千葉」と「ハロー神奈川」のみ放送している。

## 当番組を内包した番組
- あおぞらワイド： 1975年3月 - 1977年9月
- 梶みきおの昼休み天国： 1977年10月 - 1987年4月
- 圓蔵・まみのお昼だヨイショ!： 1987年4月 - 1989年3月
- 高田文夫のラジオビバリー昼ズ： 1989年4月 - 2005年3月　※番組自体は2024年現在も放送中